# Coelorinchus chilensis
Coelorinchus chilensis är en fiskart som beskrevs av Gilbert och Thompson, 1916. Coelorinchus chilensis ingår i släktet Coelorinchus och familjen skolästfiskar. Inga underarter finns listade i Catalogue of Life.